# Macroglossum errans
Macroglossum errans är en fjärilsart som beskrevs av Walker 1856. Macroglossum errans ingår i släktet Macroglossum och familjen svärmare. Inga underarter finns listade i Catalogue of Life.